# Laguna de Chiriquí
A Laguna de Chiriquí é uma laguna costeira do mar do Caribe, no Panamá. É um porto natural localizado junto a fronteira Sudeste da Costa Rica, na província de Bocas del Toro. Está flanqueada pelas puntas Térraba ao noroeste, e Valiente e Chiriquí na península Valiente ao sudeste. Com numerosas bocas naturais (golas), se divide na laguna de Chiriquí ao leste e a baía do Almirante ao oeste, entre as quais se alcança uma península, ilha Popa e Cayo de Água. Os cayos e restingas vão cerrando a costa, exilando suas águas saladas do mar, para fazer-se progressivamente mais doces com os aportes do continente. Em suas imediações se desenvolveu a cultura chiriquí (esculturas de caimanes, cerâmica), cujo momento de maior auge foi no século XV.